# 美国银行广场 (达拉斯)
美国银行广场（Bank of America Plaza）是一栋72层、高280.7（921英尺）的晚期现代主义摩天大楼，位于德克萨斯州达拉斯主城区。它是该市最高的摩天大楼，德州第三高，全美第22高。楼内有1,900,000平方英尺（180,000平方）的办公场地。该建筑由JPJ Architects设计，由Bramalea LTD of Toronto开发。该建筑原业主为InterFirst公司旗下的子公司普天寿保险公司（Prudential Insurance）、布拉马利公司(Bramalea, LTD)以及达拉斯第一国民银行（First National Bank of Dallas）。建筑工程于1983年开始，于1985年完工。